# Guranda, Botoșani
Guranda este un sat în comuna Durnești din județul Botoșani, Moldova, România.

## Obiective turistice
- Conacul Alexandrescu - clădire monument istoric (BT-II-m-B-01987) datând de la sfârșitul secolului al XIX-lea [1]; astăzi aici se află un spital

## Imagini

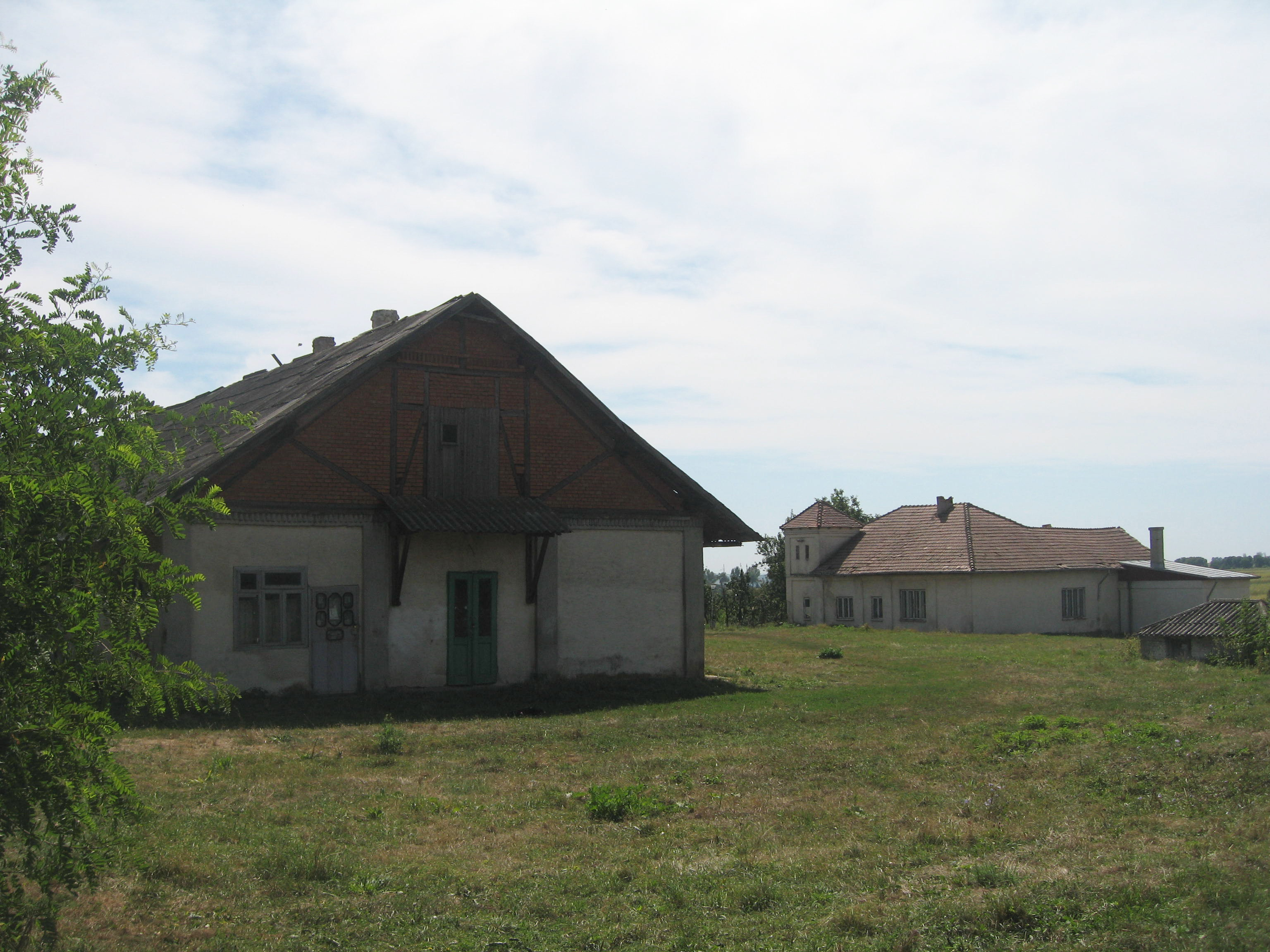
Conacul Alexandrescu din Guranda
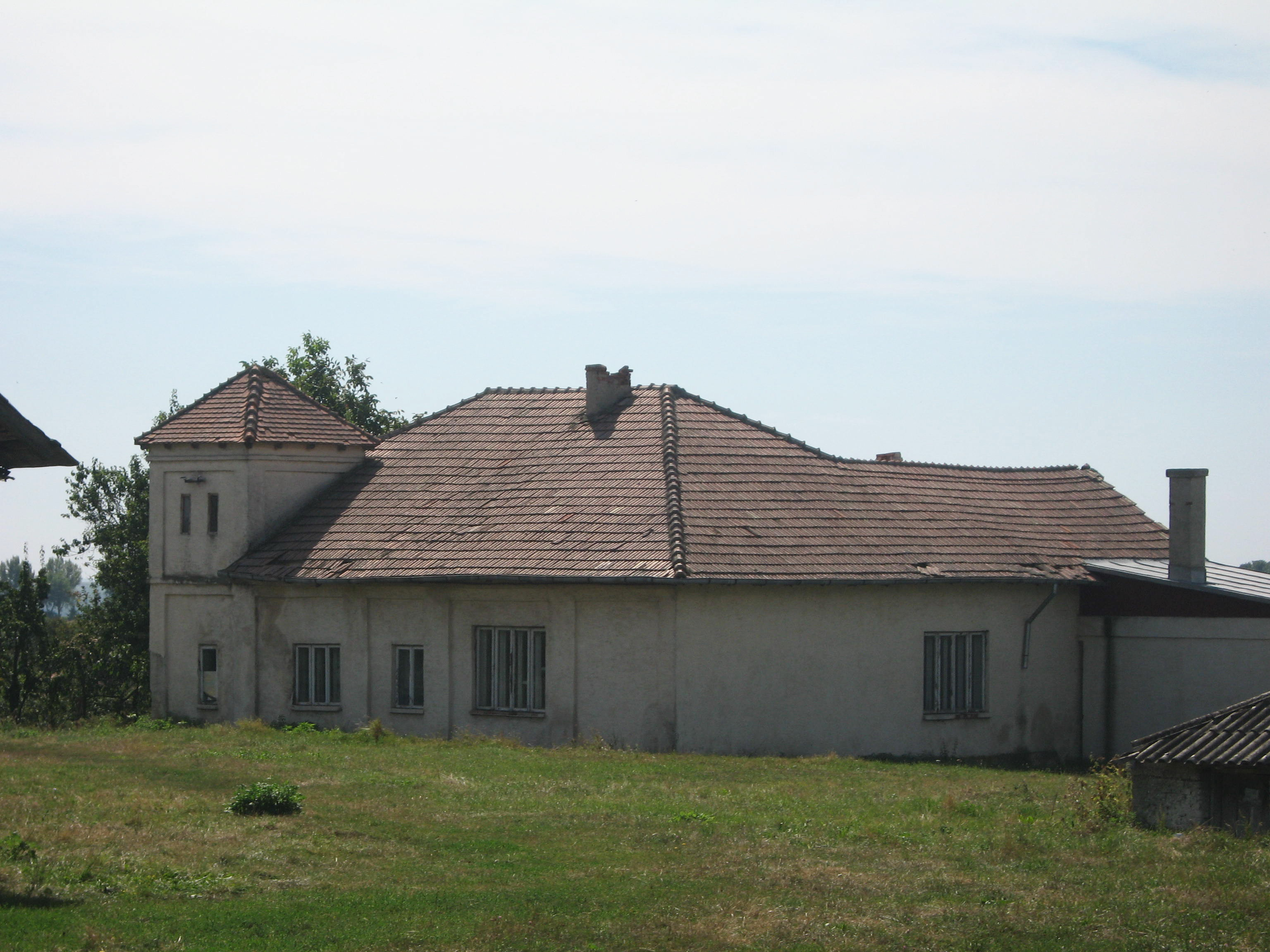
Conacul Alexandrescu din Guranda